# Wenceslau Guimarães
Wenceslau Guimarães é um município brasileiro do estado da Bahia. Os habitantes se chamam wenceslau-guimarãenses. De acordo com o Censo 2022 do IBGE, sua população é de 24.474 pessoas.

## História
Antigamente, a região onde hoje se localiza o município era habitada por indígenas tapuios e cotoxós. No final do século XIX, uma família de sobrenome Carvalho chegou ao local e começou a abrir a mata para praticar agricultura. Por conta da fertilidade do solo, algumas pessoas decidiram se mudar para o local. Em 1900, o lugar já havia formado um povoado, chamado de Laje do Rio das Almas. Em 1920, o povoado foi elevado à vila, e passou a se chamar Palmeiras. Em 1938, o nome do local mudou novamente, passando a se chamar Indaiá. Em 19 de julho de 1962, com a Lei Estadual n.º 1.728, o lugar foi elevado à categoria de município, desmembrando-se de Nilo Peçanha. Ele foi instalado em 7 de abril de 1963.

## Geografia
Wenceslau Guimarães está localizado na mesorregião do Sul Baiano e na microrregião de Ilhéus-Itabuna, além de fazer parte da região intermediária de Vitória da Conquista e da região imediata de Ipiaú. A área do município é de 655,057 km², fazendo-o o 230° município mais extenso do estado. Ele está a 273 km da capital do estado, Salvador, e está a uma altitude de 178 km em relação ao nível do mar. O município é composto apenas pelo distrito sede.
Wenceslau Guimarães faz limite com 10 municípios: Gandu, Nilo Peçanha, Teolândia, Ubaíra, Cravolândia, Itaquara, Jaguaquara, Apuarema, Itamari e Nova Ibiá.

## Demografia
De acordo com o Censo 2022 do IBGE, sua população é de 24.474 pessoas, fazendo-o o 127° município mais populoso do estado. Além disso, ele tem uma densidade demográfica de 37,36 pessoas, o tornando o que o faz estar em 124° lugar nessa categoria entre os municípios do estado. De acordo com o censo de 2010, 51,71% (11 475)  dos moradores da cidade são do sexo masculino, enquanto 48,29% (10 714) são do sexo feminino. O IDH do município, medido em 2010, é de 0,544.

### Composição étnica e religião
De acordo com o censo de 2010, 65,47% (14.527) da população se identifica como parda; 19,64% (4.336) como preta; 14,25% (3.163) como branca; 0,61% como amarela e 0,13% (29) como indígena.
Segundo o mesmo censo, 43,37% (9.602) da população segue o catolicismo romano; 27,8% (6.170) segue o evangelismo; 27,6% (6.125) não têm religião; 0,51% (114) são testemunhas de Jeová; 0,34% (75) seguem outras religiosidades cristãs; 0,15% (33) seguem a Igreja Católica Apostólica Brasileira; 0,15% seguem a Umbanda e o Candomblé; 0,12% (26) seguem o espiritismo e 0,05% (11) seguem o catolicismo ortodoxo.

## Política
Desde 1° de janeiro de 2017, o prefeito do município é Carlos Alberto Lioterio dos Santos, apelidado de Kaká. Ele foi eleito em 2016 com 7.206 votos, equivalente a 59,62% dos votos válidos. já em 2020, ele foi reeleito com 6.941 votos, equivalente a 55,13% dos votos válidos. Seu vice é Misael Jesus dos Santos. A Câmara Municipal de Wenceslau Guimarães tem 11 vereadores. Nas eleições municipais de 2020, os partidos com mais representantes da câmara foram o Republicanos e o Democratas, com 3 vereadores cada. A vereadora com mais votos foi Elza Brito, do Republicanos, com 637, equivalente a 4,97% dos votos válidos.

### Atuais autoridades municipais de Wenceslau Guimarães
- Prefeito: Carlos Alberto Liotério - Republicanos (2017/-)[10][11]
- Vice-prefeito: Misael Jesus dos Santos (2017/-)[14][12]
- Presidente da Câmara: Dierlei Santos de Souza[15]

## Economia
A economia do município é baseada na agricultura, principalmente no cultivo da banana da terra e do cacau. Uma pesquisa realizada em 2018 mostrou que a cidade foi a terceira maior produtora de cacau do estado naquele ano.